# Brighton & Hove
Brighton & Hove, es una ciudad y  Autoridad unitaria, ubicada en el condado de East Sussex, en la región del Sureste de Inglaterra. Fue formada en 1997  cuando las antiguas localidades separades de Brighton y Hove se unieron para convertirse en una autoridad unitaria, y en año 2000, se la concedio el estatus de ciudad.

## Localidades
- Brighton and Hove 242,858
- Portslade-by-Sea 20,325
- Saltdean 13,363
- University of Sussex 3,975
- Woodingdean 10,016[2]

## Política
Las elecciones en Brighton & Hove se llevan a cabo cada 4 años, las últimas elecciones fueron en mayo de 2011.
| Partido Verde de Inglaterra y Gales      | 21 |
| Partido Conservador                      | 18 |
| Partido Laborista                        | 14 |
| Partido Liberal Demócrata                | 0  |
| Independientes                           | 1  |
| Total                                    | 54 |
| Referencia: Brighton & Hove City Council |    |

## Deportes
El club de fútbol local, Brighton & Hove Albion, compite en la Premier League, la principal categoría del fútbol de Inglaterra. Juega sus encuentros de local en el Falmer Stadium cuyo aforo supera los 30.500 espectadores.